# 水木しげるの妖怪武闘伝
『水木しげるの妖怪武闘伝』（みずきのしげるのようかいぶとうでん）は、ケイエスエスより発売されたPlayStation用の対戦型格闘ゲームである。

## 解説
漫画『ゲゲゲの鬼太郎』や『悪魔くん』の作者水木しげるの描く妖怪キャラクターを使った対戦格闘ゲームである。メモリーカードは使用しない。

## モード
- 物語

8種類の妖怪の中から選んで次々と妖怪と戦っていく。物語の結末はキャラクターによって異なる。
- 対戦

2人対戦ができるモード。
- コンフィグ

ゲームの設定などができるモード。

## 登場キャラクター
操作できる妖怪は全部で8種類。
- かっぱ（声：犬山犬子）
- 雪ん子（声：宮村優子）
- こなきじじい（声：塩屋浩三）
- すなかけばばあ（声：山本圭子）
- 一つ目入道（声：郷里大輔）
- カマイタチ（声：龍田直樹）
- 鬼（声：置鮎龍太郎）
- カラス天狗（声：小杉十郎太）

### ボスキャラクター
- カミラ（声：山口由里子）

『ゲゲゲの鬼太郎』に登場したキャラクターではなく、女性の妖怪である。
- 死神（声：掛川裕彦）

水木しげるの漫画によく登場する死神ではなく、大鎌を持った西洋風の死神。なお、担当声優の掛川はゲームの審判とナレーションも担当している。

### その他
物語のテキストに登場する。すべて声はなし。
- サラリーマン山田（ロード中画面に登場）
- 朱の盆
- ぬりかべ
- 一反木綿
- あぶらすまし

## 『ゲゲゲの鬼太郎』との関係性
『ゲゲゲの鬼太郎』でも主要な妖怪である砂かけ婆や子泣き爺が同じようなデザインで登場するが、砂かけ婆や子泣き爺は元々伝承上の妖怪であり、『鬼太郎』と全く関連性の無い水木しげるの短編作品『砂かけばばあ』や『子泣きじじい』にも登場している。
鬼太郎は登場せず、ゲーム内では背景に妖怪ポストらしきものが立っているステージがある程度で、鬼太郎との関連性はほとんどない。砂かけ婆と子泣き爺の声を担当したのはそれぞれアニメ版4作目の声優だった山本圭子と塩屋浩三である（砂かけ婆役の山本は5作目のアニメ版も担当した）。